# Jerzy Kowol
Jerzy Kowol (ur. 15 lutego 1951 w Kolanowicach k. Opola) – polski lekkoatleta, biegacz długodystansowy.

## Osiągnięcia
Jego najpoważniejszym międzynarodowym sukcesem było akademickie wicemistrzostwo świata w biegu na 5000 metrów (Sofia 1977 – 13:45,1 s.). 7-krotny mistrz Polski (5000 metrów, 10 000 metrów, maraton, bieg przełajowy).

## Rekordy życiowe
Podczas swej kariery 5-krotnie poprawiał rekord Polski w biegu na 10 000 m (wynik ustanowiony 29 sierpnia 1978 podczas mistrzostw Europy w Pradze – 27:53,61 s. jest rekordem Polski do dziś). Pozostałe rekordy życiowe:
- bieg na 3000 metrów – 7:46,96 s. (1 września 1976, Kolonia) – 2. wynik w historii polskiej lekkiej atletyki[3]
- bieg na 5000 metrów – 13:26,70 s. (16 sierpnia 1978, Zurych) – 4. wynik w historii polskiej lekkiej atletyki[3]
- maraton – 2.14:48 s. (1983)